# Thở ra
Thở ra là dòng hơi thở đi ra khỏi một sinh vật. Ở người, đó là sự chuyển động của không khí từ phổi ra khỏi đường thở, ra môi trường bên ngoài trong quá trình thở.
Điều này xảy ra do đặc tính đàn hồi của phổi, cũng như các cơ liên sườn bên trong làm giảm lồng xương sườn và giảm thể tích lồng ngực. Khi cơ hoành thư giãn trong quá trình thở ra, nó làm cho các mô bị suy yếu tăng lên vượt trội và gây áp lực lên phổi để đẩy không khí ra ngoài. Trong quá trình thở ra bắt buộc, như khi thổi tắt một ngọn nến, các cơ hô hấp bao gồm cơ bụng và cơ liên sườn bên trong tạo ra áp lực bụng và ngực, đẩy không khí ra khỏi phổi.
Không khí thở ra rất giàu carbon dioxide, một sản phẩm thải của hô hấp tế bào trong quá trình sản xuất năng lượng, được lưu trữ dưới dạng ATP. Thở ra có mối quan hệ bổ sung với đường hô hấp, cùng nhau tạo nên chu kỳ hô hấp của quá trình thở.

## Thở ra và trao đổi khí
Lý do chính để thở ra là để loại bỏ cơ thể của carbon dioxide, là sản phẩm chất thải của quá trình trao đổi khí ở người. Không khí được đưa vào cơ thể thông qua đường hô hấp. Trong quá trình này, không khí được đưa vào qua phổi. Khuếch tán trong phế nang cho phép trao đổi O2 vào mao mạch phổi và loại bỏ CO2 và các khí khác từ mao mạch phổi được thở ra. Để phổi thoát khí, cơ hoành thư giãn, đẩy lên ép vào phổi. Không khí sau đó chảy qua khí quản sau đó qua thanh quản và hầu họng đến khoang mũi và khoang miệng nơi nó bị tống ra khỏi cơ thể. Thở ra mất nhiều thời gian hơn hít vào vì nó được cho là tạo điều kiện trao đổi khí tốt hơn. Các bộ phận của hệ thống thần kinh giúp điều chỉnh hô hấp ở người. Không khí thở ra không chỉ là carbon dioxide; Nó chứa hỗn hợp các khí khác. Hơi thở của con người chứa các hợp chất hữu cơ dễ bay hơi (VOC). Các hợp chất này bao gồm metanol, isopren, acetone, ethanol và các rượu khác. Hỗn hợp thở ra cũng chứa ketone, nước và các hydrocarbon khác.
Trong quá trình thở ra, có  sự đóng góp khứu giác cho hương vị xảy ra trái ngược với mùi thông thường xảy ra trong giai đoạn hít vào.